# Rovbiller
Rovbiller (Staphylinidae) er en familie af biller med omkring 58.000 arter på verdensplan og dermed den største af billefamilierne. Rovbiller er normalt let kendelige på den langstrakte krop og de korte dækvinger, der typisk kun dækker de forreste to bagkropsled. Bagkroppen holdes ofte løftet i vejret, når dyret løber. Størrelsen kan variere fra få millimeter op til ca. 4 cm.
Mange arter ved man kun lidt om, hvilket dels skyldes at de fleste arter er meget uanselige, få millimeter lange, og dels ligner hinanden til forveksling, så de kun kan skelnes efter dissektion og mikroskopisk undersøgelse af kønsorganerne.

## Eksempler
- Stor rovbille Ocypus olens
- Bledius